# Кодваль
Кодва́ль (фр. Caudeval) — коммуна во Франции, находится в регионе Лангедок — Руссильон. Департамент коммуны — Од. Входит в состав кантона Шалабр. Округ коммуны — Лиму.
Код INSEE коммуны — 11080.

## Население
Население коммуны на 2008 год составляло 172 человека.
| 1962 | 1968 | 1975 | 1982 | 1990 | 1999 | 2008 |
| ---- | ---- | ---- | ---- | ---- | ---- | ---- |
| 146  | 136  | 141  | 132  | 144  | 153  | 172  |

## Экономика
В 2007 году среди 98 человек в трудоспособном возрасте (15—64 лет) 70 были экономически активными, 28 — неактивными (показатель активности — 71,4 %, в 1999 году было 51,7 %). Из 70 активных работали 60 человек (39 мужчин и 21 женщина), безработных было 10 (4 мужчин и 6 женщин). Среди 28 неактивных 6 человек были учениками или студентами, 9 — пенсионерами, 13 были неактивными по другим причинам.